# Euphoria fascifera
Euphoria fascifera är en skalbaggsart som beskrevs av Leconte 1861. Euphoria fascifera ingår i släktet Euphoria och familjen Cetoniidae. Utöver nominatformen finns också underarten E. f. trapezium.